# Momoko Sakura
Momoko Sakura, pseudonimo di Miki Miura (三浦 美紀?, Miura, Miki; Shimizu-ku, 8 maggio 1965 – Tokyo, 15 agosto 2018), è stata una fumettista giapponese.

## Biografia
Momoko Sakura (ももこ さくら?, Sakura, Momoko) ha debuttato come mangaka nel 1984.
La sua opera più nota Chibi Maruko-chan è stata serializzata su Ribon dal 1984 al 1994. È anche autrice del manga surreale Coji-Coji. Nel 1989 ha ricevuto il Premio Kōdansha per i manga nella categoria shōjo. È deceduta nel 2018 a 53 anni per un cancro al seno.